# The Elder Scrolls Travels
The Elder Scrolls Travels — серия игр для мобильных телефонов в мире The Elder Scrolls.

## Dawnstar и Stormhold
The Elder Scrolls Travels: Dawnstar (дословно: Древние Свитки — Путешествия: Данстар) и The Elder Scrolls Travels: Stormhold (дословно: Древние Свитки — Путешествия: Штормхолд) — две RPG, разработанные исключительно для сотовых телефонов с поддержкой Java, сохраняют стиль и некоторые возможности старших собратьев, серии игр The Elder Scrolls.

## Shadowkey
The Elder Scrolls Travels: Shadowkey (дословно: Древние Свитки — Путешествия: Ключ теней) — это RPG, разработанная специально для N-Gage. Сохраняет стиль и возможности старших собратьев, серии игр The Elder Scrolls. Сейчас это одна из четырёх мобильных игр TES. Действие игры разворачивается на границах провинций Хаммерфелла, Хай Рока и Скайрима.
Shadowkey — первая CRPG для платформы N-Gage. Будучи созданной ещё до запуска N-Gage Arena, она не поддерживает глобальную таблицу рекордов и не включает в себя возможности игры через сеть GSM, но позволяет играть нескольким игрокам (до четырёх) по Bluetooth. Несмотря на то, что игра создавалась специально для этой платформы, скорость рендера порой оставляет желать лучшего; впрочем, неторопливый отклик на клавиши управления несколько сглаживает этот недостаток.
В игре используется одна из музыкальных тем из TES3.
Игра переведена на следующие языки: английский, испанский, немецкий, французский, итальянский. Так же создан неофициальный перевод на русский язык.

### Сюжет
Действие происходит в приграничных районах Хаммерфелла,Скайрима и Хай Рока во время войны Бенд-р’мака. Герой, освобождая своих односельчан, находит у главаря разбойников странный ключ и освобождает некоего мага, который впоследствии рассказывает, что за ним охотится сам Ягар Тарн. Герой вызывается помочь ему.